# Kozelne, Nedrîhailiv
Kozelne (în ucraineană Козельне) este localitatea de reședință a comunei Kozelne din raionul Nedrîhailiv, regiunea Sumî, Ucraina.

## Demografie
Componența lingvistică a localității Kozelne
     Ucraineană (98,42%)
     Rusă (1,58%)
Conform recensământului din 2001, majoritatea populației localității Kozelne era vorbitoare de ucraineană (98,42%), existând în minoritate și vorbitori de rusă (1,58%).